# Estrella Damm

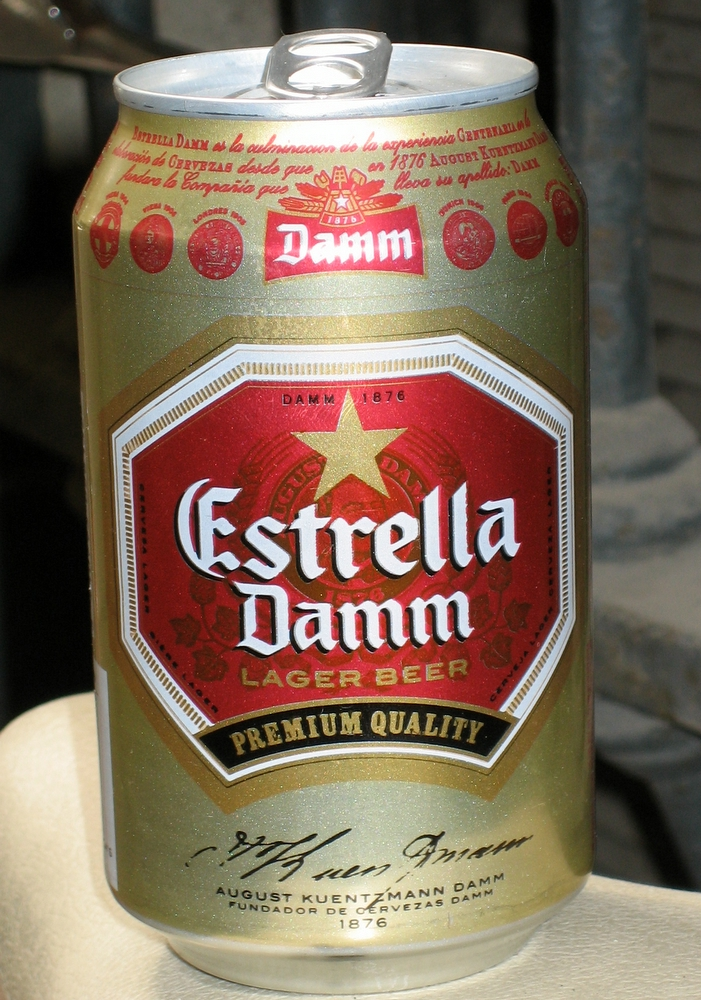
Estrella Damm

Estrella Damm ist ein spanisches Lagerbier und die wichtigste Marke der in Barcelona ansässigen Brauerei S.A. Damm.

## Geschichte
Der aus dem Elsass stammende August Kuentzmann Damm wanderte 1872 mit seiner Frau Melanie nach dem Ende des Deutsch-Französischen Krieges nach Spanien aus. Im Jahr 1876 gründete Damm in Barcelona seine eigene Brauerei.
Als Namen für die Marke wählte er das Wort „Estrella“, das sowohl im Spanischen als auch im Katalanischen „Stern“ bedeutet. Ein solcher stellt auch das Logo der Marke dar.
Das Bier gehört zu den bekanntesten spanischen Biermarken.
Im Jahre 2009 kreierte Estrella Damm in Zusammenarbeit mit Ferran Adrià, dem Koch des mit drei Sternen im Guide Michelin ausgezeichneten Restaurants „El Bulli“, und seinem Team sowie Dan Barber, Juli Soler und den Weinexperten Ferran Centelles und David Seijas die Biermarke Inedit. Zur primären Zielgruppe dieses neuen Biers, das aus Weißweingläsern getrunken wird, gehört erklärtermaßen die gehobene Gastronomie. Inedit wird aus einem Mix aus Gerstenmalz und Weizen gebraut und mit Gewürzen wie Orangenschalen, Koriander und Lakritz verfeinert.